# Josef Václav Frič
Josef Václav Frič (5. září 1829 Praha – 14. října 1890 Královské Vinohrady) byl český spisovatel, novinář a politik, představitel romantismu. Psal také pod pseudonymem M. Brodský a A. Hron.

## Život
Byl synem českého vlastence a advokáta Josefa Františka Friče a už během studia na Akademickém gymnáziu se rozhodl, že bude básníkem. V revolučním roce 1848 byl mluvčím radikálního studentského spolku „Slávie“ a spolu s Johannem Rittigem vedl pražské studenty na barikády. Se studenty uctil i památku poražených a padlých bělohorské bitvy, pietní akt se měl původně konat u Světlušky, ale aby se účastníci vyhnuli střetu s policií, přesunuli se na blízký toleranční hřbitov v Ruzyni. Tam, k nelibosti policie, nešlo akci zabránit, jedním z řečníků byl i J. V. Frič. Po potlačení pražského povstání odjel na Slovensko, kde se podílel na organizaci protimaďarského povstání. Po návratu do Prahy založil v roce 1849 s přáteli spolek „Českomoravské bratrstvo“, ale brzy nato byl zatčen za spoluúčast na přípravě májového spiknutí a roku 1851 odsouzen pro velezradu k 18 letům vězení. Trest si odpykával v Komárně, v roce 1854 byl omilostněn, poté žil pod policejním dohledem.
V roce 1858 byl opět zatčen a o rok později (1859) propuštěn pod podmínkou emigrace. Odešel do Londýna, odkud se ještě téhož roku (1859) přestěhoval do Paříže, poté do Berlína, odkud stále vedl svůj boj proti Rakousku. V 70. letech žil v Budapešti a v Záhřebu, nějaký čas strávil i v Petrohradě a Římě, pozvolna však nahlížel, že jeho boj nemá vyhlídky na úspěch a v roce 1879 se vrátil do Čech. Začal pracovat v Umělecké besedě, z politického života se úplně stáhl a věnoval se pouze literatuře, novinářské a redakční práci. Podílel se také na vydání almanachu Máj.

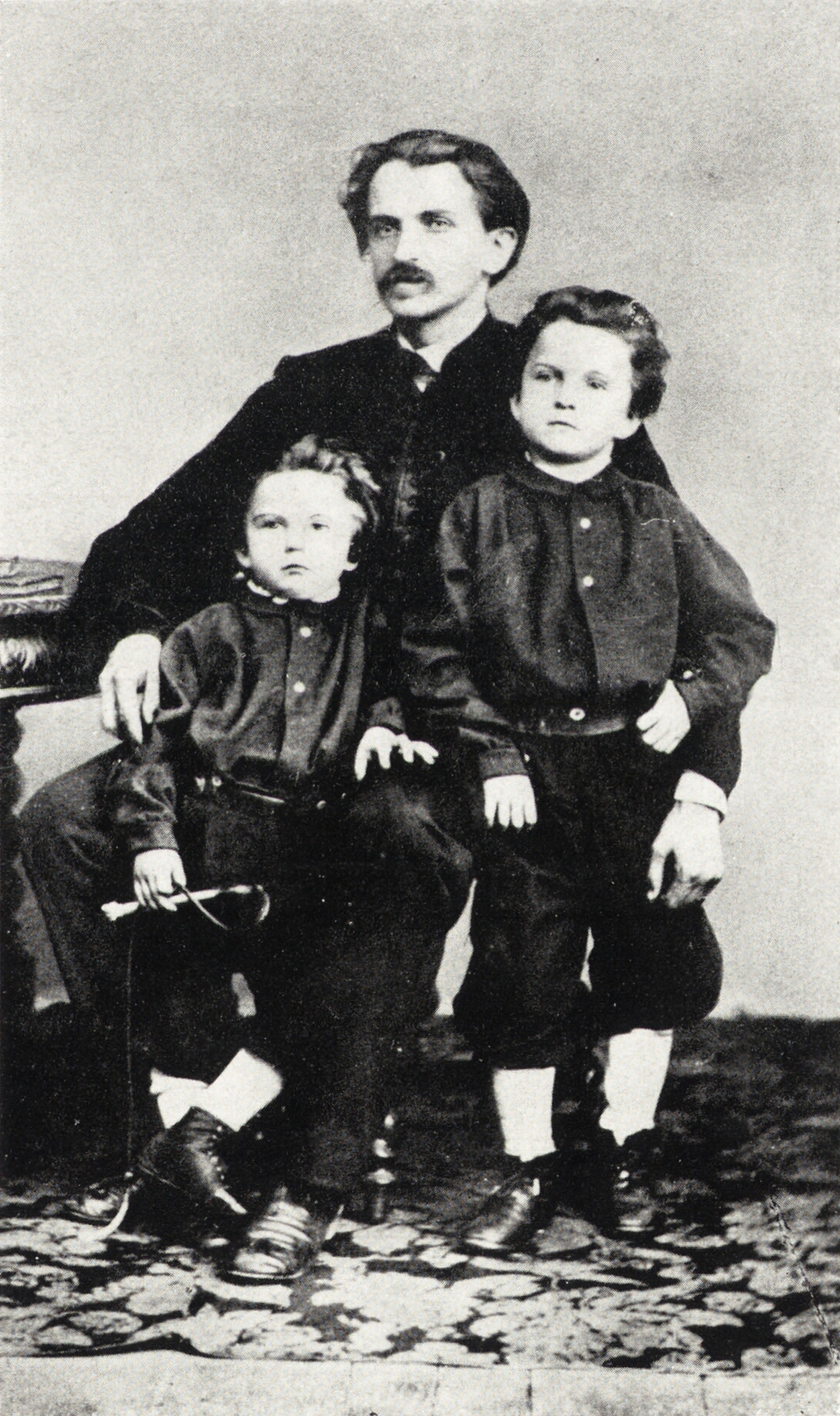
Josef Václav Frič se syny Janem (vlevo) a Josefem (Paříž, 1866)

Po návratu z vyhnanství bydlel s rodinou u příbuzných své ženy v Krakovské ulici. Roku 1883 se rodina přestěhovala do usedlosti Horní Perucka nad Nuselskými schody (Jana Masaryka čp. 73/14) a po pěti letech do pronajaté vily čp. 195 (Jana Masaryka). Zde roku 1890 zemřel. Pohřben je spolu s manželkou a potomky v rodinné hrobce na Vyšehradském hřbitově.
| „                 | …a na podzim roku 1890 doprovázeli jsme rakev jedenašedesátiletého a do sama konce horoucího osmačtyřicátníka na Vyšehrad. Nesl jsem tenkráte za jeho rakví standartu Umělecké besedy a víc než ta těžká žerď v mých rukou tížilo mne srdce pro toho dobrého, krásného člověka… Nezapomněli jsme na toho bouřliváka s pražských barikád trochu přespříliš záhy? | “ |
| — Jaroslav Kvapil | |   |

### Rodinný život
Josef Václav Frič byl dvakrát ženat, poprvé se v roce 1856 oženil s Annou Ullmanovou (1829–1857). Po její smrti se koncem roku 1857 oženil s Annou Kavalírovou (1825–1893). Narodilo se jim pět dětí, prvorozený syn (*/† 1858) i dcera (*/† 1859) však brzy po narození zemřeli. Dospělosti se dožili synové Josef (1861–1945) a Jan (1863–1892) a dcera Božena (1865–1923),všichni narození v Paříži. Anna Fričová se roku 1867 s dětmi odstěhovala do Prahy.

## Dílo

### Žurnalistika
Byl stále literárně aktivní, doma i v exilu. Často psal pod pseudonymy: Hron, A. Hron, Jan Hron, Hynek, J. Brodský, Martin Brodský, Josef Gartner, J. Str. Hynek, J. Stratimír Hynek, Mostecký, J. Opočenský, Pohorský, Rozerviát Malkontent, Jeden ze starých bojovníků božích. V exilu v Londýně se podílel na vedení redakce časopisu Hermann. Ihned po návratu z exilu v říjnu roku 1887 v Praze založil a až do své smrti redakčně vedl satirický týdeník Šípy. Přispíval do řady novin a časopisů, v Čechách např. do Kwětů, Lumíra, časopisů Osvěta, Pokrok, Politik, Poutník, Rachejtle, Ruch, ', Světozor, Švanda dudák, v Záhřebu do Agramer Zeitung (1873–1877), v Ženevě Čech a Česká Thalia, a dalších.

### Poezie
- Upír – epická báseň o nemrtvém (1849)
- Lada Nióla – almanach mladých básníků (1856)
- Písně z bašty – romantická sbírka, psána roku 1862, ale vydána až po jeho smrti

### Drama
- Václav IV.
- Svatopluk a Rostislav
- Hynek z Poděbrad
- Der Apostat (libretto)
- Vladimír Bohův zvolenec (překlad libretta Der Apostat do češtiny)

### Další díla
- Osud rozervance
- Sebrané spisy – toto dílo vydával v Praze od roku 1879, mnoho z obsahu je zde uveřejněno poprvé
  - 1. díl obsahuje dramata
  - 2. díl obsahuje povídky
  - 3. díl obsahuje básně a satiry
- Paměti – vydávané od roku 1885 obsahují zprávy o kulturním, společenském a politickém životě té doby[5]